# Laika (Unternehmen)
Laika ist ein US-amerikanisches Animationsstudio mit Sitz in Portland, Oregon. Das Unternehmen besteht aus zwei Abteilungen, Laika Entertainment und Laika/house. Während sich erstere der Produktion von Filmen widmet, stellt Laika/house computeranimierte und Stop-Motion-Werbefilme und -Musikvideos her. Sie produzierten Werbungen unter anderem für Coca-Cola, Ben & Jerry’s, Kelloggs, Apple, Starbucks und Honda.

## Geschichte
Laika entstand aus den Will Vinton Studios, die schon damals für Stop-Motion-Filme und Werbungen bekannt waren. In den späten 1990er Jahren fanden sie unter anderem in Nike einen großen Investor. Ein Sohn des Mitbegründers Philip Knight arbeitete zu dieser Zeit als Animator in den Will Vinton Studios.
Vinton verließ die Studios im Jahr 2003, weil er Schwierigkeiten hatte, spätere Produktionen zu finanzieren. Henry Selick wurde als Regisseur engagiert. Die Studios wurden in Laika umbenannt.
Im Jahr 2009 schloss Laika ihre Abteilung für Computeranimationen und entließ 63 Mitarbeiter.
Das Unternehmen produzierte für Regisseur Henry Selick den computeranimierten Kurzfilm Moongirl (2005) und den Stop-Motion-Film Coraline (2009). Nach vergeblichen Versuchen, seinen Vertrag zu erneuern, verließ Selick Laika im Oktober 2009.
Im Jahr 2012 produzierte Laika mit ParaNorman den ersten Stop-Motion-Film, in dem mittels 3D-Druckern die Gesichter der Charaktere erschaffen wurden.

## Auszeichnungen
Das Unternehmen war dreimal für den Annie Award nominiert, gewann acht Telly Awards und war mit den Filmen Coraline, ParaNorman, Die Boxtrolls und Kubo – Der tapfere Samurai für die Academy Awards 2010, 2013, 2015 und 2016 nominiert. Mitarbeiter des Unternehmens gewannen bereits zwei Academy Awards, elf Emmy Awards und elf Clio Awards.

## Filme
- 2005: Moongirl (Kurzfilm)
- 2005: They Might Be Giants - Bastard Wants To Hit Me (Kurzfilm)
- 2005: Corpse Bride – Hochzeit mit einer Leiche (Tim Burton’s Corpse Bride)
- 2009: Coraline
- 2009: The Mouse that Soared (Kurzfilm)
- 2012: ParaNorman
- 2014: Die Boxtrolls (The Boxtrolls)
- 2016: Kubo – Der tapfere Samurai (Kubo and the Two Strings)
- 2019: Mister Link – Ein fellig verrücktes Abenteuer (Missing Link)